# Motatán
Motatán é uma cidade venezuelana, capital do município de Motatán.